# Augustin Ehrensvärd
Augustin Ehrensvärd (født  25. (eller 29.) september 1710 på Fullerö i Vestmanland, 4. oktober 1772 død på Saris i nærheden af Åbo) var en svensk feltmarskalk, Sveaborgs og den svenske skærgårdsflådes grundlægger.
Han studerede med stor iver matematik i Uppsala, men overtaltes af sin slægt til at gå i militærtjeneste, uddannede sig i artilleri- og fortifikationsvidenskab og ansattes 1739 som »kaptenmatematikus och mekanikus« ved den nyoprettede artilleriskole. 1740 blev han sekretær ved Vetenskapsakademien, hvor efter han begav sig på studierejse til udlandet, blandt andet Danmark. Han deltog 1741-1742 i den russiske krig og kæmpede 1745 under Frederik II i Böhmen (blandt andet ved Sorr). Hjemkommen vandt han snart ved sin glimrende begavelse og sin energi en ledende stilling i det offentlige liv.
I hattepartiets velmagtsdage udøvede han som medlem af det hemmelige udvalg (1746-60) en meget stor politisk indflydelse, der lige så meget som hans virksomhed mellem rigsdagssamlingerne kom landets forsvar til gode. 1747 fik han af regeringen det hverv at genrejse Finlands forsvar efter den ulykkelige krig i overensstemmelse med en plan, som det hemmelige udvalg 1746-47 under hans medvirken havde udkastet. I stedet for de gamle grænsefæstninger mod Rusland, der var gået tabt, ville man samle hele forsvaret på et enkelt punkt, hvorfra der let kunne holdes forbindelse til søs med Sverige. Under Ehrensvärds ledelse opvoksede der efter på de øde granitklipper uden for Helsingfors de mægtige geniale fæstningsværker, som senere begivenheder skulle gøre til et værn for den magt, mod hvilken de var opførte. Samtidig skabte Ehrensvärd en fortræffelig skærgårdsflåde, stationeret i Sveaborg, hvilken skulle samvirke med landhæren og stå under samme kommando som denne.
Fra denne virksomhed blev Ehrensvärd for en tid bortkaldt for at deltage i den pommerske Krig (1757). Under denne indtog han 2 gange Peenemünde (1757 og 1758) og forsvarede sejrrig Pasewalk (1760), ved hvilken lejlighed han fik et alvorligt sår i brystet, hvis følger han aldrig forvandt. I det sidste krigsår førte han overkommandoen på svensk side. Efter krigens slutning vendte han tilbage til sine storartede arbejder i Finland, hvilke han fuldførte med en kraft, der nedbrød alle hindringer.
Huernes sejr på rigsdagen 1765-66 førte dog til, at han 1766 blev fjernet fra, hvad han havde gjort til sit livs opgave. Hans modparti, der ikke havde øje for hans overlegne evner, der kunne strække til over for alt, mente ikke, at han, der fra artillerist (1764) var blevet kavalerigeneral, tillige kunne såvel lede fæstningsanlæggene i Finland som føre kommandoen over skærgårdsflåden, og afskedigede ham fra de to sidste poster. Da hattene et par år efter på ny kom til magten, fik Ehrensvärd igen disse vigtige hverv, og da han 1771 forlod ledelsen af fæstningsanlæggene, havde han den tilfredsstillelse at se »Nordens Gibraltar« fuldendt i det væsentlige og dets havn opfyldt af sindrig konstruerede skærgårdsfartøjer.
Foruden af forsvarets ordning har Ehrensvärd gjort sig højt fortjent af Finland ved sin iver for dets opdyrkning, oprensning af dets floder samt dets kortlægning. Hans kiste fulgtes også af en procession, som Finland aldrig har set mage til, da den 1773 førtes til Sveaborg, hvor han kom til at hvile midt blandt sine værker under et monument udført af Sergel. Ehrensvärd var i besiddelse af en ualmindelig arbejdsevne, et uudtømmeligt initiativ og en stor alsidighed. Han var tillige kunstnerisk og litterært dannet og forsøgte sig både som forfatter og maler, men frem for alt som gravør. Han levede og døde fattig.